# شزم (کمیک)
کاپیتان مارول، که بعدها به دلایل قانونی با نام شزم (به انگلیسی: Shazam) شناخته شد، یک شخصیت خیالی ابرقهرمان در کتاب‌های کامیک آمریکایی منتشر شده توسط دی‌سی کامیکس است. این شخصیت توسط طراح سی. سی بک و نویسنده بیل پارکر در سال ۱۹۳۹ خلق شده است و برای اولین بار، در شمارهٔ ۲ مجلهٔ کمیک تند و تیز (Whiz Comics) انتشارات فاست کامیکس در فوریه ۱۹۴۰ معرفی شد. توانایی و قدرت شزم جادویی هزارساله است که توسط جادوگری به نام ماماراگان به یک نفر در طی هزار سال بخشیده می‌شود و از قضا این قرعه به نام جوانی کم تجربه بنام بیلی بَتسون افتاده است. بیلی بتسون با کمک لیگ عدالت قدم در راه کمک به بشر گذاشته است و از این قدرت در راه بشر دوستانه استفاده کرده است. در سال ۱۹۸۱ دی‌سی کامیکس به خلق دوباره این شخصیت پرداخت، اما چون انتشارات مارول کامیکس از فرد دیگری به نام کاپیتان مارول که نام آن را تقلید کرده بود استفاده کرد، دی‌سی کامیکس مجبور شد از عنوان شزم! استفاده کند و با طراحی سی. سی بک در مجله‌ای به نام قدرت شزم ماجراهای این شخص محبوب را روایت کند. این شخصیت با فهرست گسترده‌ای از دشمنان، در درجه اول شامل: دکتر سیوانا، بلک ادم و مستر مایند به مبارزه می‌پردازد.
در ابتدا نام مستعار بیلی بتسون کاپیتان تندر بود، اما طراح این شخصیت سی سی بک متوجه شد که شخصیت دیگری با این نام وجود دارد و در نتیجه نام او را به کاپیتان مارول تغییر داد (به شرکت مارول کامیکس ربطی ندارد) این شخصیت در شرکت فاست کامیکس خلق شد و به زودی به موفقیتی باورنکردنی دست یافت. دی‌سی کامیکس که تحمل موفقیت کاپیتان مارول را نداشت از فاست کامیکس در دادگاه شکایت کرد و معتقد بود که فاست کامیکس کاپیتان مارول را از روی سوپرمن تقلید کرده است. با توجه به شواهدی که وجود داشت دادگاه شباهت‌های غیرقابل انکاری بین کاپیتان مارول و سوپرمن پیدا کرد که در نتیجه این شخصیت در فاست کامیکس در سال ۱۹۵۱ ممنوع شد و به دی‌سی تعلق گرفت و فاست کامیکس موظف به پرداخت جریمه به دی‌سی کامیکس شد.
در سال ۲۰۱۹، فیلم شزم! به کارگردانی دیوید اف. سندبرگ و بر پایه این شخصیت ساخته شد که در آن زکری لی‌وای، نقش شزم، و اشر آنجل نقش بیلی بَتسون را ایفا کردند. لی‌وای و آنجل برای ایفای نقش‌هایشان در دنبالهٔ این فیلم تحت نام شزم! خشم خدایان (۲۰۲۳) بازگشتند.

## توانایی‌ها و قدرت‌ها
در سال ۱۹۴۰ شماره دوم مجله whiz comic شخصیتی به نام بیلی بتسون را به خوانندگان معرفی کرد که مشکلات زیادی برای دیگر قهرمانان دی‌سی به وجود آورد. این شخصیت می‌توانست با گفتن کلمه جادویی شزم به نیروهای مافوق انسانی دست یابد. او در راه با جادوگری آشنا شد و جادوگر به او قدرت جادویی شزم را اعطا کرد. شزم در اصل از حروف لاتین «S.H.A.Z.A.M» به وجود آمده است که به ترتیب از نام‌های سلیمان حکیم، هرکول در اساطیر یونان، اطلس کسی که به جنگ با خدایان پرداخت و محکوم به حمل کره زمین شد، زئوس پادشاه ایزدان در اساطیر یونان باستان، آشیل جنگجوی شکست ناپذیر و مرکوری که به عقیده رومیان دو پای پرنده دارد، گرفته شده است و بیلی بتسون با گفتن کلمه شزم به کمک جادوگری به نیروی زیاد شزم دست پیدا می‌کند.
S دانش سلیمان
H قدرت هرکول
A استقامت اطلس
Z نیروی زئوس
A شجاعت آشیل
M سرعت مرکوری